# Língua umutina
A língua umutina é uma língua pertencente ao tronco linguístico macro-jê, da família bororo.
A partir de 1911, muitas epidemias assolaram a região do Mato Grosso, provocando a morte de quase todos os Umutina. Os sobreviventes passaram a viver junto aos pacificadores do SPI (Serviço de Proteção ao Índio) e foram educados somente na cultura dos brancos, sendo proibidos de falarem sua língua materna.
Em 2012, Luciano Ariabo Quezo, aluno do terceiro ano do curso de Letras da UFSCar, primeiro graduando indígena a desenvolver projeto de Iniciação Científica com bolsa Fundação de Amparo à Pesquisa do Estado de São Paulo (FAPESP), que visa à criação de um livro didático na língua indígena Umutina, para ser utilizado nas séries iniciais do Ensino Fundamental da aldeia Umutina localizada no município de Barra do Bugres, estado de Mato Grosso.

## Vocabulário
Vocabulário da flora e fauna (Huare 2015):
| Umutina         | AFI               | Português                               | Nome científico                  |
| --------------- | ----------------- | --------------------------------------- | -------------------------------- |
| aykú            | ajˈku             | gato                                    | Felis silvestris catus           |
| ayku kuriká     | ajˈku kuriˈka     | jaguatirica                             | Leopardus pardalis               |
| aypossepá       | ajposeˈpa         | gavião real                             | Spizaetus ornatus                |
| ajukuyta        | aʒukujˈta         | onça pintada                            | Panthera onca                    |
| akokôno         | akokoˈno          | raposa                                  | Vulpes vulpes                    |
| alaporé         | alapoˈɾԑ          | arara                                   |                                  |
| alaporé biriti  | alapoˈɾԑ biɾiˈtɨ  | arara vermelha                          | Ara macao                        |
| alaporé         | alapoˈɾԑ          | arara                                   |                                  |
| alopasê         | alopaˈse          | maribondo                               | Euscorpius flavicaudus           |
| alotoré         | alotoˈɾɛ          | lambari                                 |                                  |
| amemá           | ameˈmá            | lagarto                                 | Ameiva ameiva                    |
| apala           | aˈpala            | sauirú, cascudo                         | Psectrogaster curviventris       |
| apiew           | ˈapiew            | acuri                                   | Attalea phalerata                |
| apiturukwá      | apituɾuˈkwa       | minhoca, verme                          | Pheretima hawayana               |
| apó             | aˈpᴐ              | paca                                    | Cuniculus paca                   |
| apô             | aˈpo              | tamanduá mirim                          | Tamandua tetradactyla            |
| arikau, arikabô | aɾiˈkaw, arikaˈbo | cão, cachorro                           | Canis lupus familiaris           |
| ayjorukwa       | ajʒoɾuˈkwa        | marmelada espinha                       | Alibertia edulis                 |
| ayko            | ajˈko             | onça parda                              | Puma concolor                    |
| bakalana        | bakaˈlana         | garça branca                            | Ardea alba                       |
| balaru          | balaˈɾu           | sapo                                    | Rhinella icterica                |
| balatu          | balaˈtu           | urubu                                   | Cathartes aura                   |
| barikuriká      | baɾikuɾiˈka       | mosquito                                | Culex pipiens                    |
| barixi          | baɾiˈʃi           | macaco preto                            | Ateles geoffroyi                 |
| bayô            | baˈjo             | aranha                                  | Acanthoscurria geniculata        |
| bê              | ˈbe               | jenipapo                                | Genipa americana                 |
| beurukwa        | beuɾuˈkwa         | jenipapo maduro                         | Genipa americana                 |
| birí            | biˈɾi             | pimenta do mato                         | Capsicum frutescens              |
| bixó            | biˈʃᴐ             | cana de açúcar                          | Saccharum officinarum            |
| bokokwaká       | bokokwaˈka        | arroz                                   | Oryza sativa                     |
| boreboê         | boɾeˈboe          | pau-d'alho                              | Gallesia integrifolia            |
| borupurukwa     | boɾupuɾuˈkwa      | limoeiro                                | Citrus limon                     |
| botorikaré      | botoɾikaˈɾԑ       | queixada, porco do mato                 | Tayassu pecari                   |
| boykanu         | bojkaˈnu          | carrapato                               | Amblyomma ssp.                   |
| bué             | bwԑ               | tamanduá bandeira                       | Myrmecophaga tridactyla          |
| bujé            | buˈʒɛ             | piranha                                 | Serrasalmus rhombeus             |
| dibotô          | diboˈto           | nambu                                   | Crypturellus tataupa             |
| dô              | ˈdo               | curimbatá                               | Prochilodus lineatus             |
| épajio          | ԑˈpajio           | macaco bugio                            | Alouatta fusca                   |
| hebu            | heˈbu             | cobra surucucu                          | Hydrodynastes gigas              |
| heribé          | heɾiˈbɛ           | iguana                                  | Iguana iguana                    |
| hew             | ˈhew              | pequizeiro                              | Caryocar brasiliense             |
| hibê            | hiˈbe             | ouriço                                  | Coendou villosus                 |
| hubê            | huˈbe             | mutum                                   | Crax fasciolata                  |
| huô             | huˈo              | jaó                                     | Crypturellus undulatus           |
| hutey           | hutej             | jequitibá                               | Cariniana legalis                |
| hibosé          | hiboˈsɛ           | biguá preto                             | Phalacrocorax brasilianus        |
| ikikanã         | ikikaˈna          | boi                                     | Bos taurus                       |
| iwena           | jweˈna            | perereca                                | Scinax fuscovarius               |
| jirikiki        | ʒiɾikiˈki         | jabuti, cágado                          | Geochelone carbonaria            |
| joá             | ʒoˈa              | caititu                                 | Tayassu tajacu                   |
| julô            | ʒuˈlo             | abelha jati                             | Tetragonisca angustula angustula |
| juminá          | ʒumiˈna           | piavaçu                                 | Leporinus macrocephalus          |
| juré            | ʒuˈɾԑ             | sucuri                                  | Eunectes murinus                 |
| juri            | ʒuˈɾi             | papagaio                                | Amazona aestiva                  |
| jyo             | ˈʒjo              | beija flor                              | Hylocharis cyanus                |
| katamã          | ˈkatama           | martim pescador (ave)                   | Chloroceryle americana           |
| kaymo           | kajˈmo            | cupim                                   | Molothrus bonariensis            |
| kixó            | kiˈʃɔ             | periquito                               |                                  |
| kolo kolo       | koˈlo koˈlo       | chapéu velho                            | Paroaria capitata                |
| kwi             | kwi               | anta                                    | Tapirus terrestris               |
| mataya          | mataˈja           | tuiuiú                                  | Jabiru mycteria                  |
| minú            | miˈnu             | arraia                                  | Paratrygon aiereba               |
| myá             | ˈmja              | cutia                                   | Dasyprocta azarae                |
| nonokwa         | nonuˈkwa          | urucum, pé de urucum                    | Bixa orellana                    |
| noyxukwa        | nojʃuˈkwa         | babaçu                                  | Orbignya phalerata               |
| oburé           | obuˈɾɛ            | formiga                                 | Iridomyrmex purpureus            |
| olí             | oˈli              | formiga tucandira                       |                                  |
| oloaré          | oloaˈɾɛ           | cachara                                 | Pseudoplatystoma fasciatum       |
| oloaré          | oloaˈɾɛ           | pintado                                 | Pseudoplatystoma corruscans      |
| omá             | oˈma              | jeripoca                                | Hemisorubim platyrhynchos        |
| oré             | oˈɾɛ              | papagaio                                |                                  |
| oronurukwa      | oɾonuɾuˈkwa       | marmelada bola                          | Alibertia edulis                 |
| oská            | osˈka             | tatu peba                               | Euphractus sexcinctus            |
| ozé             | oˈzɛ              | dourado                                 | Salminus maxillosus              |
| pakalaripô      | pakalaɾiˈpo       | corujinha caburé                        | Glaucidium brasilianum           |
| paré            | paˈɾԑ             | tucano                                  | Ramphastos toco                  |
| páriu           | ˈpariw            | jacutinga                               | Pipile jacutinga                 |
| piripiri biriti | piɾiˈpiɾi biɾiˈtɨ | abóbora                                 | Cucurbita mixta                  |
| piripiri        | piɾiˈpiɾi         | melancia                                | Citrullus lanatus                |
| pixiconô        | piʃikoˈno         | grilo verde                             | tropidacris grandis              |
| poári           | poaˈɾj            | cabaça, cabaceira                       | Crescentia cujete                |
| poloputô        | polopu’to         | onça preta                              | Panthera onca                    |
| popô            | poˈpo             | pacu                                    | Piaractus mesopotamicus          |
| poporé          | popoˈɾԑ           | corujinha                               | Athene cunicularia               |
| porú            | poˈɾu             | jaú                                     | Paulicea luetkeni                |
| pozahoti        | pozahoˈti         | papagaio grande                         |                                  |
| pukukanã        | pokukaˈna         | pacu peva                               | Metynnis maculatus               |
| pupuxipá        | pupuʃiˈpa         | sarã, árvore beira do rio               |                                  |
| raputo          | hapuˈto           | rato                                    | Rattus rattus                    |
| rekapô          | ɾekaˈpo           | traíra (peixe)                          | Hoplias malabaricus              |
| rumataká        | ɾumataˈka         | milho                                   | Zea mays                         |
| tapataku        | tapataˈku         | cará                                    | Dioscorea alata                  |
| tuyna           | tujˈna            | tucano vermelho                         | Ramphastos dicolorus             |
| ú               | u                 | timbó                                   | Ateleia glazioveana              |
| uibá            | uiˈba             | capivara                                | Hydrochoerus hydrochaeris        |
| utojô           | utoˈʒo            | mandioca                                | Manihot esculenta                |
| utokimaná       | utokimaˈna        | tuvira (peixe)                          | Gymnotus carapo                  |
| utopô           | utoˈpo            | quati                                   | Nasua nasua                      |
| utukuana        | wutukuaˈna        | macaco prego                            |                                  |
| utukwarepô      | utukwaɾeˈpo       | cigarra                                 | Cicada orni                      |
| uxó             | uˈʃᴐ              | arara azul                              | Ara ararauna                     |
| uzê             | uˈze              | calango                                 | Cnemidophorus orellifer          |
| uzê kurika      | uˈze kuɾiˈka      | lagartixa                               |                                  |
| wajú            | waˈʒu             | jacaré                                  | Caiman yacare                    |
| wari            | waˈɾi             | tatu peba                               | Euphractus sexcinctus            |
| waripô          | waɾiˈpo           | piava                                   | Leporinus friderici              |
| wassamiti       | wasamiˈti         | galinha                                 | Gallus gallus domesticus         |
| waxi            | waˈʃi             | jatobeiro, planta nativa chamada jatobá |                                  |
| zarokokwá       | zaɾokoˈkwa        | banana                                  | Musa paradisiaca                 |
| zarotô          | zaɾoˈto           | bagre                                   | Pimelodus maculatus              |
| zaturu          | zatuˈɾu           | peixe piavaçu                           |                                  |
| zokonó          | zoˈkonᴐ           | vaga lume                               | Lampyris noctiluca               |